# جيوفاني أورباني
جيوفاني أورباني (بالإيطالية: Giovanni Urbani)‏ هو كاهن كاثوليكي إيطالي، ولد في 26 مارس 1900 في البندقية في إيطاليا، وتوفي بنفس المكان في 17 سبتمبر 1969 بسبب نوبة قلبية.

## روابط خارجية
- جيوفاني أورباني على موقع مونزينجر (الألمانية)